# Gaudencia Makokha
Gaudencia Makokha (Nairóbi, 15 de novembro de 1992) é uma jogadora de vôlei de praia queniana, com marca de alcance de 310 cm no ataque e 300 cm no bloqueio, medalhista de ouro no Campeonato Africano realizado em 2013 no Quênia.Medalhista de bronze nos Jogos Africanos de Praia de 2019 em Cabo Verde e de prata nos Jogos Africanos em Marrocos

## Carreira
Em 2013 nas quadras atuou pela seleção queniana e conquistou a medalha de ouro no Campeonato Africano sediado em Nairóbi, e no clube jogou pelo Kenya Pipeline Company, neste mesmo ano disputou ao lado de Naomie Too a edição do Campeonato Mundial Sub-23 de Vôlei de Praia em Mysłowice finalizaram na vigésima quinta colocação.
Atuou como voleibolista indoor, na posição de oposto pela seleção na edição do Campeonato Mundial de 2018 realizado no Japão.Nas areias conquistou com Naomie Too a medalha de bronze na edição dos Jogos Africanos de Praia de 2019 na Ilha do Sal; e a prata nos Jogos Pan-Africanos sediados em Rabat.
Ainda em 2019 formou dupla com Brackcides Khadambi e disputaram o campeonato queniano, obtendo o terceiro posto na etapa de Mombasa, os títulos em tres etapas realizadas em Nairóbi, disputaram o Continental CUP Africano, com a segunda posição na fase da Tanzânia, grupo seis, no ano de 2020, vencendo aa etapa nacional em Mombasa neste mesmo ano.Em 2021 obtiveram a qualificação para os Jogos Olímpicos de Verão de 2020 vencendo as duas etapas do Marrocos pela Continental Cup Africana.